# Campionati statunitensi di sci alpino 1990
I Campionati statunitensi di sci alpino 1990 si svolsero a Crested Butte; furono assegnati i titoli di discesa libera, supergigante, slalom gigante, slalom speciale e combinata, sia maschili sia femminili.
Trattandosi di competizioni valide anche ai fini del punteggio FIS, vi parteciparono anche sciatori di altre federazioni, senza che questo consentisse loro di concorrere al titolo nazionale statunitense.

## Risultati

### Uomini

#### Discesa libera
| Pos. | Atleta | Nazione |
| ---- | ------ | ------- |
| 1    | ?      | ?       |
| 2    | ?      | ?       |
| 3    | ?      | ?       |

#### Supergigante
| Pos. | Atleta | Nazione |
| ---- | ------ | ------- |
| 1    | ?      | ?       |
| 2    | ?      | ?       |
| 3    | ?      | ?       |

#### Slalom gigante
| Pos. | Atleta     | Nazione     |
| ---- | ---------- | ----------- |
| 1    | Tommy Moe  | Stati Uniti |
| 2    | Nate Bryan | Stati Uniti |
| 3    | ?          | ?           |

Data: 23 febbraio

#### Slalom speciale
| Pos. | Atleta | Nazione |
| ---- | ------ | ------- |
| 1    | ?      | ?       |
| 2    | ?      | ?       |
| 3    | ?      | ?       |

#### Combinata
| Pos. | Atleta      | Nazione     |
| ---- | ----------- | ----------- |
| 1    | Kyle Wieche | Stati Uniti |
| 2    | ?           | ?           |
| 3    | ?           | ?           |

### Donne

#### Discesa libera
| Pos. | Atleta        | Nazione |
| ---- | ------------- | ------- |
| 1    | Lucie Laroche | Canada  |
| 2    | ?             | ?       |
| 3    | ?             | ?       |
| 4    | ?             | ?       |

#### Supergigante
| Pos. | Atleta             | Nazione     |
| ---- | ------------------ | ----------- |
| 1    | Krista Schmidinger | Stati Uniti |
| 2    | ?                  | ?           |
| 3    | ?                  | ?           |

#### Slalom gigante
| Pos. | Atleta             | Nazione     |
| ---- | ------------------ | ----------- |
| 1    | Kristi Terzian     | Stati Uniti |
| 2    | Heidi Bowes        | Stati Uniti |
| 3    | Krista Schmidinger | Stati Uniti |

Data: 22 febbraio

#### Slalom speciale
| Pos. | Atleta            | Nazione     |
| ---- | ----------------- | ----------- |
| 1    | Monique Pelletier | Stati Uniti |
| 2    | ?                 | ?           |
| 3    | ?                 | ?           |

#### Combinata
| Pos. | Atleta         | Nazione     |
| ---- | -------------- | ----------- |
| 1    | Julie Parisien | Stati Uniti |
| 2    | ?              | ?           |
| 3    | ?              | ?           |